# سیتروئن بی‌ایکس
سیتروئن بی‌ایکس (Citroën BX) خودرویی است که در سال‌های ۱۹۸۲—۱۹۹۴تولید شده‌است. طراحی آن موتور جلو، خودرو محور جلو، خودرو چهار چرخ محرک بوده‌است.